# 귀인 박씨 (철종)
귀인 박씨(貴人 朴氏, 1827년 ~ 1889년 4월 27일(음력 4월 10일))는 조선 철종의 후궁이다.

## 생애
1827년(순조 27년)에 태어났으며, 본관은 밀양이다. 후궁이 된 과정 등에 대해서는 자세한 기록이 남아있지 않아 알 수 없으나, 원래 궁인(宮人)으로 불렸던 것으로 보아 정식 간택으로 선발된 후궁은 아닌 듯 하다. 박씨는 1854년(철종 5년) 음력 7월 10일 인시에 아들을 낳았으며, 이 공로로 그 날 종1품 귀인(貴人)에 봉작되었다. 그러나 이 때 박씨가 낳은 아들은 요절하였다.
한편 박씨에 대해서는 1871년(고종 8년) 음력 12월 25일 그동안 받던 토지의 양을 800결에서 600결로 줄이게 하였다. 박씨는 1889년(고종 26년) 음력 4월 10일 63세를 일기로 사망하였으며, 장례물자는 호조에서 지급하고 숙의 범씨의 예에 의거하여 장례를 치르도록 하였다. 또 관판(棺板) 한 부가 특별히 지급되었다. 무덤은 처음에 경기도 포천 서면에 마련하였으며, 현재는 경기도 고양시 서삼릉의 후궁 묘역에 있다.

## 가족 관계
- 남편 : 제25대 철종(哲宗, 1831~1863, 재위:1849~1863)
  - 아들 : 왕자 (1854년 출생, 요절)

|  |  | 철종(哲宗) | 철종(哲宗) | 철종(哲宗) | 철종(哲宗) | 철종(哲宗) | 철종(哲宗) |        |  |  |  |  |  | 귀인 박씨 | 귀인 박씨 | 귀인 박씨 | 귀인 박씨 | 귀인 박씨 | 귀인 박씨 |  |  |
|  |  | 철종(哲宗) | 철종(哲宗) | 철종(哲宗) | 철종(哲宗) | 철종(哲宗) | 철종(哲宗) |        |  |  |  |  |  | 귀인 박씨 | 귀인 박씨 | 귀인 박씨 | 귀인 박씨 | 귀인 박씨 | 귀인 박씨 |  |  |
|  |  |            |            |            |            |            |            |        |  |  |  |  |  |           |           |           |           |           |           |  |  |
|  |  |            |            |            |            |            |            | 군(君) |  |  |  |  |  |           |           |           |           |           |           |  |  |

## 귀인 박씨가 등장한 작품

### TV 드라마
- 《대원군》(MBC 문화방송, 1990년) ... (배우: 박지영)